# Skärmställning
Skärmställning avser en avverkningsmetod inom skogsbruk där skogen glesas ur rejält men många fullvuxna träd behålls som skydd för nya plantor som växer upp under. Skärmställning används nästan uteslutande med gran. Skärmställning utförs gradvis och i allmänhet tas 40–60 procent av det gamla beståndet ut vid första ingreppet.